# Chanie
Chanie – część wsi Chanie-Chursy w Polsce położona w województwie podlaskim, w powiecie siemiatyckim, w gminie Nurzec-Stacja, nad rzeką Nurczyk.
W okresie II Rzeczypospolitej Chanie należały do gminy Milejczyce.
Według Powszechnego Spisu Ludności z 1921 roku wieś zamieszkiwało 81 osób, wśród których 2 było wyznania rzymskokatolickiego, 72 prawosławnego a 7 mojżeszowego. Jednocześnie 4 mieszkańców zadeklarowało polską przynależność narodową, a 77 białoruską. Było tu 17 budynków mieszkalnych.
W latach 1975–1998 miejscowość administracyjnie należała do województwa białostockiego.